# Sasha (Sänger)

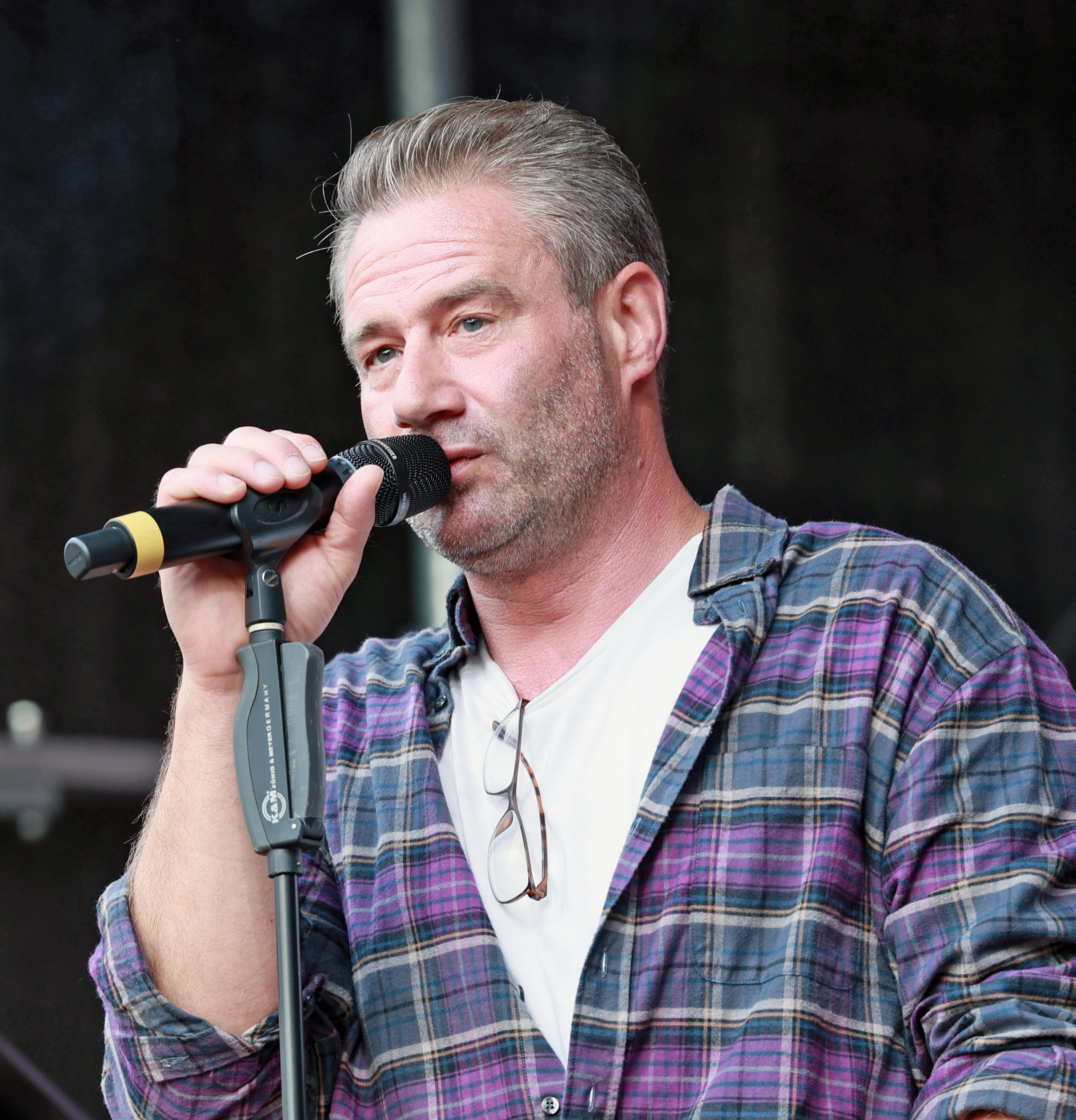
Sasha (2023)

Sasha (* 5. Januar 1972 in Soest als Sascha Schmitz, seit 2015 bürgerlich Sascha Röntgen-Schmitz) ist ein deutscher Popsänger. Der Durchbruch gelang ihm 1998 mit dem Titel If You Believe. Seit 2002 ist er zudem mit einem Rockabilly-Projekt als Dick Brave and the Backbeats bekannt.
Mit bislang zehn veröffentlichten Alben hatte er eine Reihe von nationalen und internationalen Chart-Erfolgen. Seine Plattenverkäufe im In- und Ausland erzielten 16 Mal Gold- und sechsmal Platin-Status. Er wurde unter anderem mit vier Echos, einem Bambi, einer Goldenen Kamera und dem Deutschen Fernsehpreis ausgezeichnet.

## Karriere

### 1990–1997: Musikalische Anfänge
Seine Karriere als Musiker begann 1990 in einer Schulband namens Bad to the Bone, die mit Coverversionen und Eigenkompositionen bei Kneipenauftritten und kleinen Konzerten im Kreis Soest erfolgreich war. Nach deren Auflösung gründete er 1992 mit einigen Freunden die Formation Junkfood. Die Einsendung eines Demobandes war erfolglos, jedoch blieb Sasha dem Produzenten Michael Kersting in der Nachbarstadt Werl in Erinnerung. Man heuerte ihn als Background-Sänger für den deutschen Rapper und DJ Der Wolf bei dessen Titeln Gibt’s doch gar nicht und Oh Shit – Frau Schmidt, und später auch als Vokalpartner für die deutsche Rapperin Young Deenay beim Song Wannabe Your Lover an. Als sich zunehmend Erfolge einstellten, brach er sein Sport- und Germanistikstudium ab. 1996 brachte er unter dem Namen H.I.M. die Single Lookin’ Out 4 Luv und als Sir Prize den Song Don’t Go Away heraus.

### 1998–2008: Durchbruch und Erfolge alsSasha
Im Juni 1998 erschien mit I’m Still Waitin’ seine erste Single unter dem Künstlernamen Sasha. Der Durchbruch gelang ihm im Oktober 1998 mit dem Titel If You Believe, der sich über 500.000 Mal verkaufte und auch international erfolgreich war. Im November 1998 erschien beim Label WEA Records sein Debütalbum Dedicated to…, das mit über einer Million verkauften Einheiten zu seiner erfolgreichsten Veröffentlichung seiner Karriere wurde. An Silvester 1998 trat er mit den Titeln des Albums vor dem Brandenburger Tor in Berlin auf. Auch mit der im Juni 1999 aus seinem Debütalbum ausgekoppelten Single I Feel Lonely gelang ihm ein weiterer Charterfolg und in Deutschland erlangte er mit dem Lied Gold-Status. Im gleichen Jahr gewann er den VIVA-Jugendpreis Comet in der Kategorie Bester Newcomer national sowie einen Bambi in der Kategorie Pop national.
Im Mai 2000 veröffentlichte Sasha mit … You sein zweites Studioalbum. Im gleichen Jahr erhielt er einen Echo als Bester Newcomer. Im März 2001 nahm er mit Edo Zanki & Friends (Edo Zanki, Xavier Naidoo, Rolf Stahlhofen und Till Brönner) den Titel Gib mir Musik auf. Ebenso war er Teil des von Michael Mittermeier initiierten Projekts Mittermeier and Friends, für das er den Titel El Burro aufnahm. Im Oktober 2001 erschien die Lead-Single Here She Comes Again seines im November 2001 herausgebrachten dritten Albums Surfin’ on a Backbeat. Die im Januar 2002 erschienene Nachfolgesingle Turn It into Something Special diente als Soundtrack für Dieter Wedels Sechsteiler Die Affäre Semmeling. Im April 2002 erschien aus dem Album die dritte Single This Is My Time, die während der Übertragung zur Fußball-Weltmeisterschaft 2002 der offizielle Titelsong von Sat.1 war. Im September 2002 folgte mit Rooftop die vierte und zugleich letzte Singleauskopplung aus Surfin’ on a Backbeat. Im Dezember 2002 trat Sasha in seiner Funktion als UNICEF-Botschafter im Vatikan vor Papst Johannes Paul II. auf.

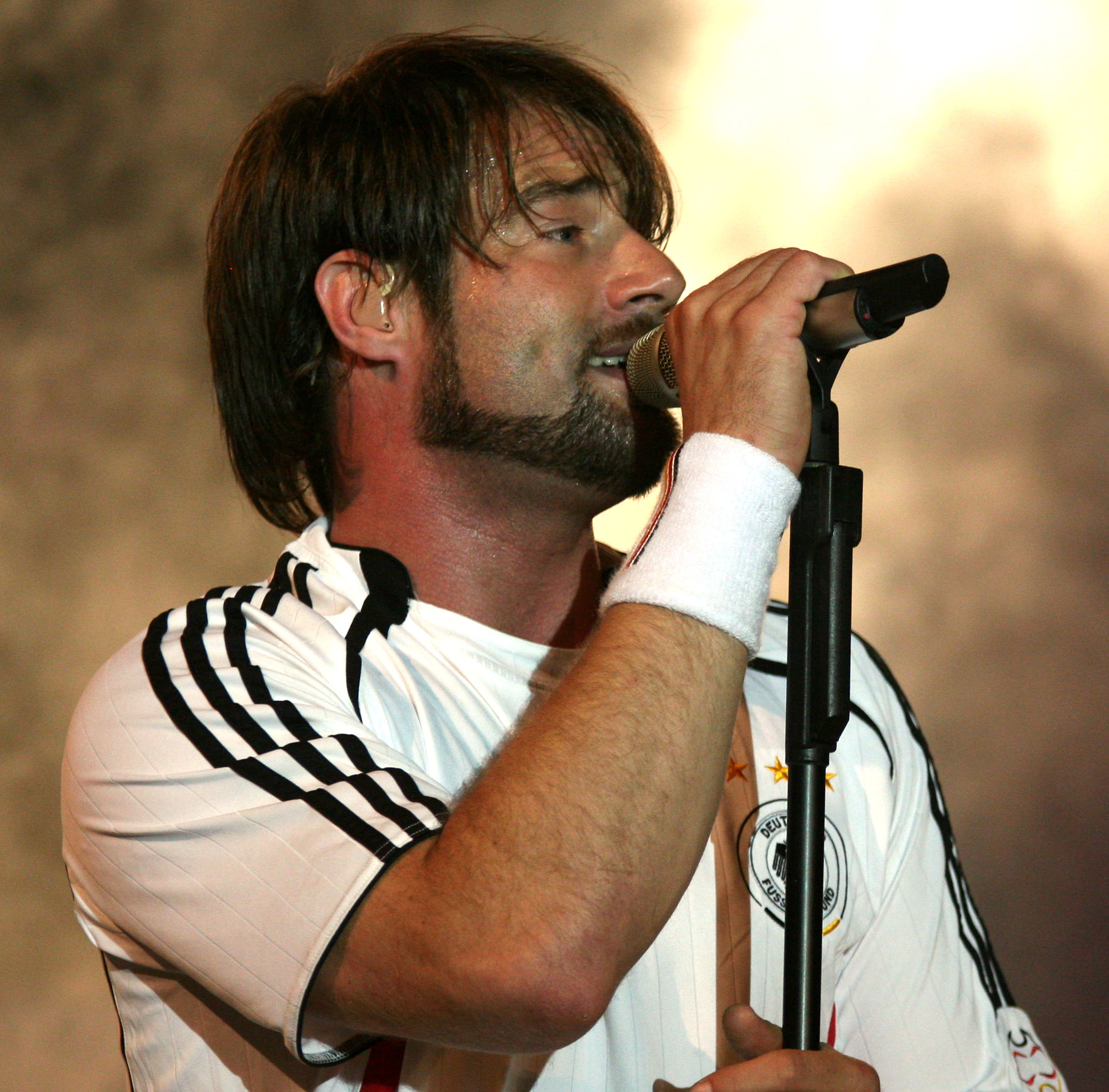
Sasha (2006)

Im März 2006 erschien das Album Open Water. Hierfür hat er mit diversen Songwritern aus Schweden, England und Deutschland zusammengearbeitet, unter anderem mit dem H-Blockx-Mitglied Fabio Trentini sowie Robin Grubert. Im Dezember 2006 erschien sein erstes Kompilationsalbum Greatest Hits, das mit dem Weihnachtslied Coming Home und dem Popsong Lucky Day zwei Neuveröffentlichungen enthielt.
Anlässlich seines zehnjährigen Bühnenjubiläums wurde im Februar 2007 von Sat.1 seine erste eigene Fernsehshow Sasha – Die Show, eine Mischung aus Comedy- und Musikshow, ausgestrahlt.
Ebenfalls 2007 besetzte der Regisseur Leander Haußmann Sasha erstmals als Schauspieler in der Rolle des charismatischen Sven in dessen Kinokomödie Warum Männer nicht zuhören und Frauen schlecht einparken. 2008 übernahm in Oliver Mielkes Filmkomödie Ossi’s Eleven eine größere Rolle als Tommy Beck. Zum Soundtrack des Films steuerte er unter dem Pseudonym Nelson Rogers zwei Songs bei. Für die Verfilmung der Jugendbuchreihe Die drei ??? mit dem Titel Das Geheimnis der Geisterinsel steuerte er das Titellied Hide & Seek bei. In der ProSieben-Comedysendung Tramitz & Friends war er in einigen Sketchen zu sehen.

### Seit 2009: Weitere Karriere
Im Februar 2009 erschien Sashas siebtes Album Good News on a Bad Day. Für den Film Wickie und die starken Männer nahm er gemeinsam mit Michael Herbig den Rockabilly-Titel Father and Son auf. 2010 wirkte er mit Jan Josef Liefers und Henning Wehland als Feature-Künstler bei dem Titel Endloser Sommer auf dem Stefan-Waggershausen-Album So ist das Spiel mit.
2014 nahm Sasha an der Musikshow Sing meinen Song – Das Tauschkonzert teil, die in acht Folgen bei VOX ausgestrahlt wurde. Im Dezember 2014 erschien mit The One sein achtes Studioalbum. Es ist sein erstes Album, das sich in Deutschland nicht in den Top Ten platzieren konnte. Es beinhaltet die Singles Good Days, The One und Enjoy the Ride. Von 2016 bis 2017 arbeitete er als Coach in The Voice Kids; 2020 übernahm er diese Funktion erneut, wobei seine Kandidatin den Wettbewerb gewann. Zusammen mit Xavier Naidoo moderierte er 2017 den Musikpreis Echo.
Im April 2018 veröffentlichte Sasha sein neuntes und erstes deutschsprachiges Studioalbum Schlüsselkind, womit er mit dem 4. Platz sich in Deutschland wieder in den Album-Top-Ten platzieren konnte. Aus dem Album koppelte er die Singles Du fängst mich ein, Polaroid und Genug ist genug aus. 2019 gewann er bei der ProSieben-Show Schlag den Star gegen Tim Mälzer. 2020 veröffentlichte er die beiden Lieder Party Party Party (Partyersatzsong) und Kaufmann und Maid, die beide ursprünglich als Teil einer Satire von Late Night Berlin gedacht waren. 2021 siegte Sasha in der vierten Staffel der ProSieben-Sendung The Masked Singer im Kostüm eines Dinosauriers. 2021 war er zweimal Gast in der Sendung Joko & Klaas gegen ProSieben und 2023 nahm er zudem an der Sendung Das Duell um die Welt – Team Joko gegen Team Klaas teil. 2022 hatte er einen Gastauftritt an der Seite von Florian Silbereisen in der Folge Lappland der ZDF-Reihe Das Traumschiff. Am 8. September 2023 brachte Sasha sein zehntes Studioalbum This Is My Time. This Is My Life., wo er wieder englischsprachige Musik aufnahm, beim Musiklabel Ariola heraus. Auf dem Album sind mehrere Coverversionen enthalten, so interpretierte er unter anderem von Pink und Nate Ruess den Titel Just Give Me a Reason, Whitney Houstons I Wanna Dance with Somebody (Who Loves Me) und Harry Styles’ As It Was. Ebenso nahm er neue Versionen seines titelgebenden Stücks This Is My Time sowie die Titel I Feel Lonely und Lucky Day auf. Ende 2024 kündigte er an, im Jahr 2025 eine Auszeit zu nehmen.

### Dick Brave and the Backbeats

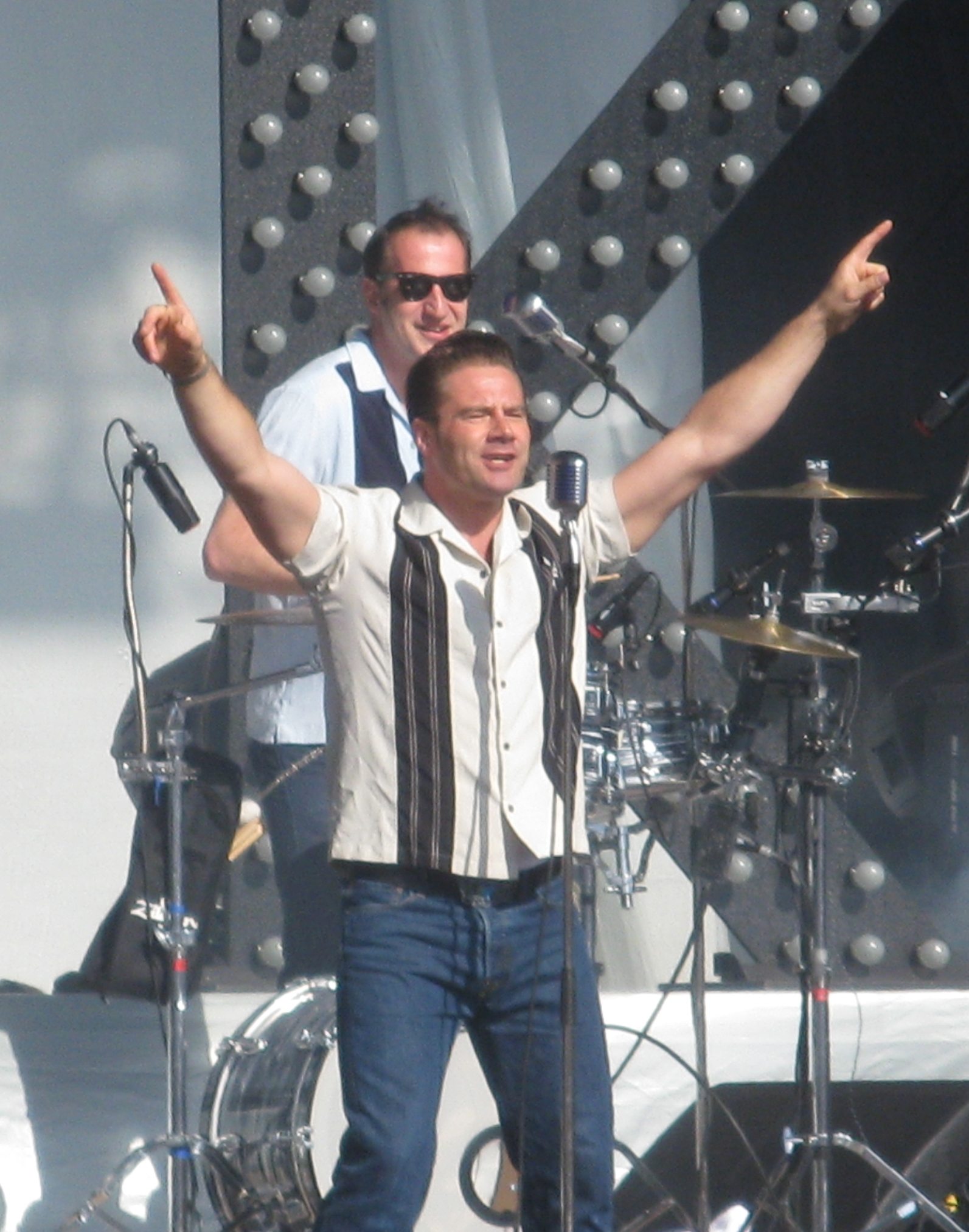
Sasha (vorne) als Dick Brave, 2012

Die Idee zur Kunstfigur Dick Brave kam Sasha Ende 2002, als er gerade eine Pause einlegte und dennoch für Freunde und Bekannte ein inoffizielles Weihnachtskonzert geben wollte, aber nicht als Sasha; inspiriert von einem Plakat von Nick Cave and the Bad Seeds wurde der Name Dick Brave and the Backbeats erfunden. Lange Zeit wurde offiziell nicht bekanntgegeben, dass Sasha hinter der Figur des Dick Brave steckt. Für die Rolle wurde eine eigene Biographie ausgedacht; Dick Brave hat einen wiedererkennbaren Look, spricht stets gebrochen Deutsch und wird als Kanadier ausgegeben.
Als Dick Brave and the Backbeats hat Sasha zusammen mit André Tolba „Adriano Batolba“ (Gitarre), Maik Schott „Mike Scott“ (Piano), Felix Wiegand „Phil X Hanson“ (Bass) und Martell Beigang „Matt L. Hanson“ (Drums) 2003 das Rockabilly-Album Dick This veröffentlicht, auf dem unter anderem ein Pop-Klassiker des Jahres 1961, Take Good Care of My Baby von Carole King und Gerry Goffin, neu aufgelegt wurde. Das Album erreichte Platz eins der deutschen Charts.
Ein vorläufiges Abschiedskonzert von Dick Brave fand im Dezember 2004 in der Dortmunder Westfalenhalle vor 10.000 Fans statt. Die Einnahmen des Konzerts wurden an wohltätige Einrichtungen gespendet. 2006 trat die Band bei der Hochzeit der Sängerin Pink mit Carey Hart auf. Im Juni 2011 traten Dick Brave and the Backbeats im Münchner Club Ampere auf und kamen so erstmals nach langer Zeit wieder zurück auf die Bühne. Im selben Monat gab die Band vor ca. 8.000 Zuschauern auf der Kieler Woche ein „Still-alive“-Konzert und im Juli 2011 im Rahmen der Rheinkultur vor etwa 160.000 Zuschauern ihr Comeback bekannt.
Im Oktober 2011 trat die Band bei der TV total Stockcar Crash Challenge 2011 mit dem Song Just Can’t Get Enough auf. Das Stück ist auch auf dem im selben Monat erschienenen Album Rock ’n’ Roll Therapy enthalten. Bereits 2003 hatten Dick Brave and the Backbeats an einer Veranstaltung von TV Total teilgenommen, sie hatten bei der ersten Auflage der Wok-WM in Winterberg den Vierer-Wettbewerb gewonnen. Pro7 zeigte im Oktober 2011 die Mockumentary Finding Brave, in der sich Klaas Heufer-Umlauf in der fiktiven Handlung auf die Suche nach dem verschollenen Dick Brave begibt, während unter anderem Charlotte Roche, Tim Mälzer, Patrick Owomoyela und Rea Garvey zu Wort kommen, die den kanadischen Sänger jedoch für tot halten. Heufer-Umlauf findet in der kanadischen Wildnis einen verstörten Dick Brave, seine lange Pause wird erklärt und Dick Brave wird für das Comeback vorbereitet.
Im Juni 2012 trat die Band beim Festival Rock am Ring auf, im Juli 2012 auf dem Festival Deichbrand sowie im August 2013 vor dem Brandenburger Tor anlässlich des 150-jährigen Jubiläums der SPD. Dick Brave erhielt im April 2013 eine goldene Schallplatte für das Album Rock ’n’ Roll Therapy.

## Privatleben
Seine Mutter Ramona Schmitz, eine Erzieherin, lernte im Alter von 17 Jahren den 18-jährigen Fritz Schmitz, einen Bundeswehrkoch, kennen, als ihre Schaustellerfamilie auf dem Hof von Schmitz’ Eltern Winterquartier bezog. Nach der Geburt von Sascha heirateten seine Eltern, ließen sich aber nach kurzer Zeit wieder scheiden. Später kam Saschas vier Jahre jüngerer Bruder zur Welt; es folgte erneut eine kurze Ehe. Die Kinder wuchsen bei der Mutter auf.
Von 2003 bis 2008 war Sasha mit Marta Jandová, der Leadsängerin der Rockband Die Happy liiert, mit der er ab November 2005 im Hamburger Schanzenviertel lebte. Seit 2011 ist er mit Julia Röntgen zusammen; das Paar heiratete im Juli 2015 in Hamburg. Er führt nun den bürgerlichen Namen Röntgen-Schmitz. Die beiden wurden im November 2018 Eltern eines Sohnes und zogen ins Hamburger Umland in der Nähe des Flughafens.

## Soziales Engagement
2003 nahm Sasha zusammen mit Nena, Jasmin Tabatabai, Ben, Udo Lindenberg, Helge Schneider und Joachim Witt den von Nena 1989 geschriebenen Titel Wunder gescheh’n neu für den Red Nose Day 2003 auf ProSieben auf. Am 7. Juli 2007 trat er in Hamburg bei Al Gores Live Earth auf und am 22. August 2007 im Rahmen der Wassertage in Hamburg für Viva con Agua. Seit 2008 spielt Sasha regelmäßig im Rahmen des Benefiz-Spiels Kicken mit Herz im Team der FC St. Pauli Hamburg Allstars. Seit August 2013 unterstützt er die Aktion Schule ohne Rassismus – Schule mit Courage als Pate am Gymnasium Schwarzenbek in Schleswig-Holstein.

## Diskografie
Studioalben

| Jahr | Titel Musiklabel                                | Höchstplatzierung, Gesamtwochen, AuszeichnungChartplatzierungen (Jahr, Titel, Musiklabel, Platzierungen, Wochen, Auszeichnungen, Anmerkungen) | Höchstplatzierung, Gesamtwochen, AuszeichnungChartplatzierungen (Jahr, Titel, Musiklabel, Platzierungen, Wochen, Auszeichnungen, Anmerkungen) | Höchstplatzierung, Gesamtwochen, AuszeichnungChartplatzierungen (Jahr, Titel, Musiklabel, Platzierungen, Wochen, Auszeichnungen, Anmerkungen) | Anmerkungen                                                                               |
| Jahr | Titel Musiklabel                                | DE | AT | CH | Anmerkungen                                                                               |
| ---- | ----------------------------------------------- | --- | --- | --- | ----------------------------------------------------------------------------------------- |
| 1998 | Dedicated to… WEA Records (WMG)                 | DE4 Platin · (54 Wo.)DE | AT2 Gold · (33 Wo.)AT | CH10 Gold · (48 Wo.)CH | Erstveröffentlichung: 16. November 1998 Verkäufe: + 1.000.000                             |
| 2000 | … You WEA Records (WMG)                         | DE2 Gold · (35 Wo.)DE | AT5 (12 Wo.)AT | CH4 (22 Wo.)CH | Erstveröffentlichung: 2. Mai 2000 Verkäufe: + 150.000                                     |
| 2001 | Surfin’ on a Backbeat WEA Records (WMG)         | DE7 Gold · (23 Wo.)DE | AT63 (1 Wo.)AT | CH32 (4 Wo.)CH | Erstveröffentlichung: 12. November 2001 Verkäufe: + 150.000                               |
| 2003 | Dick This! WEA Records (WMG)                    | DE1 ×2Doppelplatin · (48 Wo.)DE | AT10 (21 Wo.)AT | CH18 (19 Wo.)CH | Erstveröffentlichung: 3. November 2003 Verkäufe: + 400.000 als Dick Brave & the Backbeats |
| 2006 | Open Water Warner Music (WMG)                   | DE7 (17 Wo.)DE | AT24 (6 Wo.)AT | CH36 (7 Wo.)CH | Erstveröffentlichung: 3. Februar 2006                                                     |
| 2009 | Good News on a Bad Day Wanderlust Records (WMG) | DE3 (13 Wo.)DE | AT18 (5 Wo.)AT | CH33 (4 Wo.)CH | Erstveröffentlichung: 27. Februar 2009                                                    |
| 2011 | Rock’n’Roll Therapy RCA Records (Sony)          | DE7 Gold · (17 Wo.)DE | AT18 (7 Wo.)AT | CH18 (5 Wo.)CH | Erstveröffentlichung: 14. Oktober 2011 Verkäufe: + 100.000 als Dick Brave & the Backbeats |
| 2014 | The One Columbia Records (Sony)                 | DE18 (6 Wo.)DE | — | CH59 (1 Wo.)CH | Erstveröffentlichung: 5. Dezember 2014                                                    |
| 2018 | Schlüsselkind Polydor (UMG)                     | DE4 (15 Wo.)DE | AT18 (4 Wo.)AT | CH38 (3 Wo.)CH | Erstveröffentlichung: 12. April 2018                                                      |
| 2023 | This Is My Time. This Is My Life. Ariola (Sony) | DE9 (9 Wo.)DE | AT29 (7 Wo.)AT | — | Erstveröffentlichung: 8. September 2023                                                   |

## Filmografie
- 2007: Warum Männer nicht zuhören und Frauen schlecht einparken
- 2008: Ossi’s Eleven
- 2010: C.I.S. – Chaoten im Sondereinsatz
- 2011: Heiter bis tödlich: Hubert und Staller (Gastauftritt)
- 2011: Finding Brave – A True Story[48]
- 2012: Das Hochzeitsvideo
- 2013: Bully macht Buddy
- 2022: Das Traumschiff: Lappland

## Auszeichnungen
ECHO Pop
- 2000: in der Kategorie „Newcomer national“
- 2002: in der Kategorie „Videoclip national“ (Here She Comes Again)
- 2004: in der Kategorie „Künstler Rock/Pop national“ (als Dick Brave & The Backbeats)[50]
- 2015: in der Kategorie „Partner des Jahres“ (Sing meinen Song – Das Tauschkonzert)

Bambi
- 1999: in der Kategorie „Pop National“

Goldene Kamera
- 2001: in der Kategorie „Pop national“

Deutscher Fernsehpreis
- 2014: für „Beste Unterhaltung Show“ (Sing meinen Song – Das Tauschkonzert)

Radio-Regenbogen-Award
- 2001: in der Kategorie „Pop National“[53]

RSH-Gold
- 1999: Erfolgreichster deutschsprachig produzierter Newcomer des Jahres 1998[54]

1 Live Krone
- 2000: in der Kategorie „Bester Künstler“
- 2001: in der Kategorie „Bester Künstler“
- 2002: in der Kategorie „Bester Künstler“

Bravo Otto
- 1998: Silber in der Kategorie „Sänger“
- 1999: Silber in der Kategorie „Sänger“
- 2000: Gold in der Kategorie „Sänger“
- 2001: Silber in der Kategorie „Sänger“

Comet
- 1999: in der Kategorie „Newcomer National“
- 2004: in der Kategorie „Künstler National“ (als Dick Brave)

DVD Champion
- 2004: in der Kategorie „Artistic Achievement Award“ (als Dick Brave)

Goldene Europa
- 1999: in der Kategorie „Newcomer National“